# 아이아나 프레슬리
아이아나 소이니 프레슬리(영어: Ayanna Soyini Pressley)는 미국의 정치인으로, 민주당 소속이다. 2019년부터 매사추세츠주의 연방 하원의원으로 재직 중이며, 매사추세츠주의 연방 하원의원 중 최초의 아프리카계 미국인 여성이다.

## 미국 하원의원

### 미국 하원의원 선거
2018년 하원의원 선거에서 매사추세츠주 제7선거구에 출마해, 35%:48%로 패배가 예상되던 여론조사를 뒤집고, 경선에서 10선 하원의원인 마이클 E. 카푸아노를 59%:41%로 꺾고 후보로 당선되었다. 본선에서는 공화당 후보가 등록하지 않아 사실상 당선이 확정되었다. 이후 본선에서 단독 출마해 17만 5,000표를 얻고 당선됐다.

### 미국 하원의원 재임
금융서비스위원회 (Committee on Financial Services), 감독및정부개혁위원회 (Committee on Oversight and Reform)에서 활동한다. 미 연방의회 흑인 의원모임 (Congressional Black Caucus), 미 연방의회 여성이슈 의원모임 (Congressional Caucus for Women's Issues), 미 연방의회 진보 의원모임 (Congressional Progressive Caucus) 소속이다.
당선 이후 아프리카인 특유의 곱슬머리인 '블레이즈 헤어' 스타일을 고수한 채 하원의원직을 수행하여 화제가 되었다.

#### "스쿼드"
아이아나 프레슬리 의원은 일한 오마, 알렉산드리아 오카시오코르테스, 러시다 털리브와 함께 4인 의원모임을 구성하고 있으며, 이들 모임은 스쿼드라 불린다.이들은 모두 진보 성향의 유색인종 초선 여성의원이라는 공통점이 있다.

## 정치적 성향
- 의료보험 : 단일 보험자 건강보험(single-payer healthcare; Medicare-for-All)을 지지한다.
- 이민 : 이민세관집행국 (ICE)의 재정원조를 철회할 것을 주장했다.
- 성폭력 : 성폭력 대항 입법 활동이 핵심 관심사이다.
- 선거 연령 : 선거 가능한 최소 연령을 18세에서 16세로 낮출 것을 제안했다.
- 암호 화폐 : 페이스북의 암호화폐 리브라의 목적이 금융 접근성이 부족한 사람들을 돕는 것임에도 불구하고, 정작 이러한 사람들이 많은 중국, 방글라데시, 인도네시아, 멕시코, 나이지리아, 파키스탄 등의 국가에 소재한 기업들이 리브라 협회의 초기 협회원에 빠져있음을 지적했다.[3]
- 사형제 : 사형제 폐지 법안 발의를 준비하고 있는 것으로 알려졌다.[4]

## 같이 보기
- 머니투데이, 프레슬리, 매사추세츠 7선거구 민주 하원후보로…사실상 매사추세츠 첫 흑인 女의원 : 美 중간선거 잇단 이변… 유색인종 여성 '또' 10선 꺾어

## 역대 선거 결과
| 선거명      | 직책명                          | 대수  | 정당   | 득표율 | 득표수    | 결과 | 당락                       |
| ----------- | ------------------------------- | ----- | ------ | ------ | --------- | ---- | -------------------------- |
| 2009년 선거 | 하원의원 (보스턴 광역선거구)    | 96대  | 무소속 | 14.96% | 41,879표  | 4위  | 보스턴 시의원 당선         |
| 2011년 선거 | 하원의원 (보스턴 광역선거구)    | 97대  | 무소속 | 21.51% | 37,506표  | 1위  | 보스턴 시의원 당선         |
| 2013년 선거 | 하원의원 (보스턴 광역선거구)    | 98대  | 무소속 | 18.30% | 60,799표  | 1위  | 보스턴 시의원 당선         |
| 2015년 선거 | 하원의원 (보스턴 광역선거구)    | 99대  | 무소속 | 24.21% | 31,783표  | 1위  | 보스턴 시의원 당선         |
| 2017년 선거 | 하원의원 (보스턴 광역선거구)    | 100대 | 무소속 | 21.67% | 57,620표  | 2위  | 보스턴 시의원 당선         |
| 2018년 선거 | 하원의원 (매사추세츠 제7선거구) | 116대 | 민주당 | 98.25% | 216,557표 | 1위  | 매사추세츠주 하원의원 당선 |
| 2020년 선거 | 하원의원 (매사추세츠 제7선거구) | 117대 | 민주당 | 86.62% | 267,362표 | 1위  | 매사추세츠주 하원의원 당선 |
| 2022년 선거 | 하원의원 (매사추세츠 제7선거구) | 118대 | 민주당 | 84.58% | 151,825표 | 1위  | 매사추세츠주 하원의원 당선 |

## 참고 자료
- (영어) 공식 웹사이트